# Cantón de Douvaine
El cantón de Douvaine era una división administrativa francesa que estaba situada en el departamento de Alta Saboya y la región de Ródano-Alpes.

## Composición
El cantón estaba formado por catorce comunas:
- Ballaison
- Bons-en-Chablais
- Brenthonne
- Chens-sur-Léman
- Douvaine
- Excenevex
- Fessy
- Loisin
- Lully
- Massongy
- Messery
- Nernier
- Veigy-Foncenex
- Yvoire

## Supresión del cantón de Douvaine
En aplicación del Decreto n.º 2014-153 de 13 de febrero de 2014, el cantón de Douvaine fue suprimido el 22 de marzo de 2015 y sus 14 comunas pasaron a formar parte del nuevo cantón de Sciez.